# Ravni Del (miasto Leskovac)
Ravni Del (cyr. Равни Дел) – wieś w Serbii, w okręgu jablanickim, w mieście Leskovac. W 2011 roku liczyła 73 mieszkańców.